# Стратовулкан
Стратовулкан, такође познат и као композитни вулкан је висок, конусни вулкан саграђен од великог броја „слојева“ очврсле лаве, пирокластичног материјала, пловућца и вулканске прашине. За разлику од штитастих вулкана, стратовулкане карактерише стрм профил и периодично смењивање експлозивних и мирних ерупција. Лава која излази из стратовулкана обично се охлади и очврсне пре него што крене да се шири, због своје велике вискозности. Магма која формира ову лаву је обично фелзична, са високим до средњим садржајем силицијума (као у риолиту, дациту или андезиту), са мањим количинама мафичне магме мале вискозности. Велики сливови фелзичне лаве нису чести, али су се дешавале ерупције где је лава текла и до 15 км од вулкана.
Стратовулкани се називају и композитни вулкани због своје композитне слојевите структуре, која је сачињена од секвенционих излива еруптивног материјала. Они спадају међу најчешће типове вулкана, за разлику од мање честих штитастих вулкана. Два веома позната стратовулкана су Кракатау, који је најбоље познат по својој катастрофалној ерупцији из 1883. године, и Везув, познат по својој ерупцији из 79. године, током које је уништен град Помпеја. 

## Модел формирања
Стратовулкани су чести у зонама субдукције, где формирају ланце дуж граница тектонских плоча, на којима се океанска кора подвлачи испод континенталне коре. Магма која формира стратовулкане издиже се када се вода, која се налази у хидратисаним минералима и у порозним базалтима горњег дела океанске коре, ослободи у стене мантла (астеносфере) изнад океанског домена који полако тоне. Ослобађање воде из хидратисаних минерала дешава се на тачно одређеном притиску и температури за сваки минерал, како плоча тоне у веће дубине. Вода која се ослобађа из стена снижава тачку топљења мантла изнад, што доводи до повољних услова за парцијално стапање. Услед тога магма постаје ређа од околног материјала мантла и почиње да се креће највише. Када стигне до подручја са нултим контрастом густине, зауставља се (углавном на доњој граници литосфере). Након додатног парцијалног стапања, магма се креће навише кроз кору, и асимилира стене богате силицијумом, што коначно доводи то интермедијарног састава крајњег продукта. Када магма дође близу површине, заустави се у магматском огњишту испод вулкана, или унутар њега. Услови у овом огњишту магме су такви да релативно низак притисак омогућава да вода и остали волатили, који су растворени у магми, могу отићи из раствора. Када се једном достигне критична запремина магме и гаса, може се савладати спољашњи притисак и долази до ерупције (углавном експлозивног типа).